# Odstock
Odstock est un village et une paroisse civile du Wiltshire, en Angleterre. Il est situé à 4 km au sud de la ville de Salisbury, dans la vallée de la rivière Ebble (en). Au recensement de 2011, la paroisse d'Odstock, qui comprend également le village voisin de Nunton et le hameau de Bodenham, comptait 554 habitants.

## Étymologie
Odstock provient du vieil anglais stoc, désignant une ferme isolée ou un hameau, et du nom de personne Oda ou Odda. Il est attesté sous la forme Odestoche dans le Domesday Book, à la fin du XIe siècle.